# Ifeadi Odenigbo
Ifeadikachukwu Anthony „Ifeadi“ Odenigbo (geboren am 8. April 1994 in Bayonne, New Jersey) ist ein US-amerikanischer American-Football-Spieler auf der Position des Defensive Ends. Er spielte College Football für die Northwestern University und stand in der National Football League (NFL) zuletzt bei den New York Jets unter Vertrag.

## College
Odenigbos Eltern waren Einwanderer aus Nigeria, er wurde als erstes Mitglied seiner Familie in den Vereinigten Staaten geboren. Odenigbo besuchte die Highschool in seiner Heimatstadt Centerville, Ohio, und ging anschließend auf die Northwestern University in Illinois, wo er von 2012 bis 2016 College Football spielte. Dort wohnte er 2012 mit dem späteren Vikings-Spieler Eric Wilson zusammen. Nachdem sich in seinem Freshman-Jahr im ersten Spiel eine saisonbeendende Verletzung zuzog, wurde dieses Jahr nicht auf die Dauer seiner Spielberechtigung angerechnet. Nachdem er 2013 und 2014 überwiegend als Ergänzungsspieler bei Third Down eingesetzt worden war, spielte er in seinen letzten beiden Jahren als Stammspieler der Northwestern Wildcats. In seinem Jahr als Senior war er mit 10 Sacks der in dieser Statistik erfolgreichste Spieler der Big Ten Conference. Im Spiel gegen Iowa stellte Odenigbo mit vier Sacks in einem Spiel einen Rekord für sein College auf. Mit insgesamt 23,5 Sacks verbuchte er die zweitmeisten Sacks eines Spielers der Northwestern University während seiner College-Karriere.

## NFL
Im NFL Draft 2017 wurde Odenigbo in der 7. Runde an 220. Stelle von den Minnesota Vikings ausgewählt. Er verpasste den Sprung in den 53-Mann-Kader der Vikings und verbrachte die Saison im Practice Squad der Vikings. Dabei nahm er 20 Pfund zu und wurde zum Defensive Tackle umgeschult. In der Vorbereitung auf die Saison 2018 wechselte Odenigbo infolge einer Verletzung von Ade Aruna, dem Sechstrundenpick der Vikings im Draft 2018, wieder auf die Position des Defensive Ends zurück und baute sein zusätzliches Gewicht wieder ab. Er schaffte es erneut nicht in den Kader der Vikings für die Regular Season. Daraufhin wurde er über die Waiver-Liste von den Cleveland Browns verpflichtet. Nach drei Spieltagen im Kader der Browns, an denen er als inaktiv gelistet war, entließen die Browns Odenigbo wieder. Die Arizona Cardinals nahmen ihn daraufhin unter Vertrag. Am 23. Oktober entließen die Cardinals Odenigbo, zuvor war er in einem Spiel für das Franchise aus Arizona zum Einsatz gekommen.
Am 31. Oktober 2018 nahmen ihn die Minnesota Vikings erneut in ihren Practice Squad auf. Obwohl die Indianapolis Colts und die Philadelphia Eagles Interesse daran zeigten, Odenigbo für ihren 53-Mann-Kader unter Vertrag zu nehmen, blieb Odenigbo im Practice Squad der Vikings, nachdem ihm versichert worden war, in der langfristigen Planung des Teams eine Rolle zu spielen. Dabei wurde sein Gehalt auf das Mindestgehalt eines Spielers im aktiven Kader (circa 28.000 Dollar pro Woche) erhöht.
In der Saison 2019 stand Odenigbo schließlich im aktiven Kader der Vikings. Er bestritt alle 16 Spiele und wurde als Rotationsspieler eingesetzt. Im Spiel gegen die Los Angeles Chargers am 15. Spieltag konnte Odenigbo kurz vor der Halbzeit einen Fumble der Chargers über 56 Yards zu einem Touchdown in die Endzone bringen. Odenigbo sagte im Anschluss an das Spiel, dass dies der erste Touchdown überhaupt in seiner Karriere gewesen sei, weder in der Highschool noch am College war ihm das gelungen. Odenigbo stand bei einem Drittel aller defensiven Spielzüge der Vikings auf dem Platz und konnte sieben Sacks erzielen. 
Nachdem mit Everson Griffen ein Stammspieler der Vikings das Team vor der Saison 2020 verlassen hatte, ging Odenigbo als Starter in die Saison. Im Spiel gegen die Jacksonville Jaguars am 13. Spieltag konnte er mit einem Sack gegen Mike Glennon einen Safety erzielen. Wegen einer Verletzung an der Brust verpasste er die letzte Partie der Saison. Insgesamt erzielte Odenigbo in der Saison 3,5 Sacks.
Im März 2021 unterschrieb Odenigbo einen Einjahresvertrag über 2,5 Millionen Dollar bei den New York Giants. Am 31. August wurde Odenigbo im Rahmen der Kaderverkleinerung auf 53 Spieler entlassen. Eine Woche später nahmen die Cleveland Browns Odenigbo für ihren Practice Squad unter Vertrag. Nach dem zweiten Spieltag wurde er in den 53-Mann-Kader befördert.
Am 15. Juni 2022 verpflichteten die Indianapolis Colts Odenigbo. Er kam in 13 Spielen für die Colts zum Einsatz und verzeichnete 3,5 Sacks, zudem konnte er einen Punt blocken, was zu einem Touchdowns der Colts führte. Nach dem 15. Spieltag wurde Odenigbo von den Colts entlassen.
Am 27. Dezember 2022 nahmen die Tampa Bay Buccaneers Odenigbo für ihren Practice Squad unter Vertrag.
Am 21. Juli 2023 schloss Odenigbo sich den New York Jets an. Er kam dort zu keinem Einsatz, nachdem er vor Saisonbeginn auf die Injured Reserve List gesetzt worden war.

## NFL-Statistiken
| Saison                             | Saison | Spiele         | Spiele         | Tackles        | Tackles        | Tackles        | Tackles        | Interceptions  | Interceptions  | Interceptions  | Interceptions  | Interceptions  | Fumbles        | Fumbles        | Fumbles        |
| Jahr                               | Team   | Spiele         | als Starter    | Gesamt         | Solo           | Ast            | Sacks          | PD             | INT            | Yds            | Lng            | TD             | FF             | FR             | TD             |
| ---------------------------------- | ------ | -------------- | -------------- | -------------- | -------------- | -------------- | -------------- | -------------- | -------------- | -------------- | -------------- | -------------- | -------------- | -------------- | -------------- |
| 2018                               | ARI    | 1              | 0              | 1              | 0              | 0              | 0              | 0              | 0              | 0              | 0              | 0              | 0              | 0              | 0              |
| 2019                               | MIN    | 16             | 0              | 23             | 18             | 5              | 7,0            | 0              | 0              | 0              | 0              | 0              | 1              | 2              | 1              |
| 2020                               | MIN    | 15             | 15             | 35             | 16             | 19             | 3,5            | 0              | 0              | 0              | 0              | 0              | 0              | 0              | 0              |
| 2021                               | CLE    | 9              | 0              | 13             | 7              | 6              | 0,0            | 0              | 0              | 0              | 0              | 0              | 0              | 1              | 0              |
| 2022                               | IND    | 13             | 0              | 12             | 7              | 5              | 3,5            | 0              | 0              | 0              | 0              | 0              | 0              | 1              | 0              |
| 2022                               | TB     | 1              | 0              | 6              | 2              | 4              | 0,0            | 0              | 0              | 0              | 0              | 0              | 0              | 0              | 0              |
| 2023                               | NYJ    | keine Einsätze | keine Einsätze | keine Einsätze | keine Einsätze | keine Einsätze | keine Einsätze | keine Einsätze | keine Einsätze | keine Einsätze | keine Einsätze | keine Einsätze | keine Einsätze | keine Einsätze | keine Einsätze |
| Gesamt                             | Gesamt | 55             | 15             | 90             | 50             | 40             | 14,0           | 0              | 0              | 0              | 0              | 0              | 1              | 3              | 1              |
| Quelle: pro-football-reference.com |        |                |                |                |                |                |                |                |                |                |                |                |                |                |                |

## Privat
Sein Bruder Tito Odenigbo spielte College Football für die University of Miami und war im Trainingscamp vor Beginn der Saison 2019 ebenfalls für die Minnesota Vikings aktiv.